# Surkløver-ordenen
Surkløver-ordenen (Oxalidales) er forholdsvist lille og mest udbredt i troperne.
| Familier |

- Brunelliaceae
- Connaraceae
- Cephalotaceae
- Cunoniaceae
- Makok-familien (Elaeocarpaceae)
- Surkløver-familien (Oxalidaceae)